# Massawa Subregion
Massawa Subregion är ett distrikt i Eritrea.   Det ligger i regionen Norra rödahavsregionen, i den centrala delen av landet, 60 km nordost om huvudstaden Asmara.